# 346 a.C.

## Eventos
- Marco Valério Corvo, pela segunda vez, e Caio Petélio Libo Visolo, pela segunda vez, cônsules romanos.